# Сахарный переулок (Санкт-Петербург)
Са́харный переулок — переулок в Выборгском районе Санкт-Петербурга. Проходит от Большого Сампсониевского проспекта за Астраханскую улицу.

## История
Название Сахарный переулок известно с 1798 года дано по местонахождению здесь Сахарного завода Кенига.
Первоначально проходил до Пироговской набережной. Участок у набережной закрыт в два этапа: в 1930-е и 1960-е годы.

## Достопримечательности
- ОАО «Концерн «Морское подводное оружие — Гидроприбор»